# 中华人民共和国腐败案件列表
从中华人民共和国成立以来，中国共产党和中华人民共和国政府内外的贪污（參見中國的貪污）、受贿、挪用公款、巨额财产来源不明等腐败问题一直存在，屡禁不止。
近年来，中国共产党已加大对官员贪污腐败的教育和惩处力度，例如设立国家预防腐败局，该局拥有更广泛的职能和权力，主要的工作是进行反腐败宣传、教育，进行制度的建设、机制体制的创新，以及在反腐败上抓一些源头性的工作等。
前中共中央總書記胡锦涛在中国共产党第十七届中央纪律检查委员会第二次全体会议上发表讲话，表示今后会把反腐败工作的成效看作是取信于民的重要指标，这是中国进入转型发展近30年来第一次明确提出来的关于反腐败目标的看法。
直到2012年，中国共有420余万党政人员受处分，其中465人是省部级官员，包括身为原中共中央政治局委员的陈希同、陈良宇、薄熙来和孙政才，以及已退休的前中央政治局委员周永康、郭伯雄、徐才厚等。2007至2012年五年间被处分的有66万人，最高人民检察院的资料显示，2009年以来，约有70%的举报人不同程度地遭受到打击报复。这证明民间反腐缺乏安全保障，使得反腐过程颇为艰难。

## 总览
| 年份                                                                   | 不满1年                  | 1年以上3年以下           | 3年以上不满5年           | 5年以上至死刑            | 来源                     |
| ---------------------------------------------------------------------- | ------------------------ | ------------------------ | ------------------------ | ------------------------ | ------------------------ |
| 2016                                                                   | 2016年及以前公报未见公布 | 2016年及以前公报未见公布 | 2016年及以前公报未见公布 | 2016年及以前公报未见公布 | 2016年及以前公报未见公布 |
| 2017                                                                   | 1455                     | 4241                     | 4277                     | 2124                     | [ 7 ]                    |
| 2018                                                                   | 1167                     | 5308                     | 2051                     | 2678                     | [ 8 ]                    |
| 2019                                                                   | 864                      | 4307                     | 2205                     | 3376                     | [ 9 ]                    |
| 2020                                                                   | 517                      | 3229                     | 2255                     | 3558                     | [ 10 ]                   |
| 2021                                                                   | 446                      | 3355                     | 2528                     | 4285                     | [ 11 ]                   |
| 2022                                                                   | 395                      | 3385                     | 2343                     | 3930                     | [ 12 ]                   |
| 2023                                                                   | 358                      | 2994                     | 3034                     | 5579                     | [ 13 ]                   |
| 2024                                                                   | 353                      | 3711                     | 4033                     | 6630                     | [ 14 ]                   |
| 网站：中华人民共和国最高人民法院公报 — 司法统计 （页面存档备份，存于） |                          |                          |                          |                          |                          |

## 案件

### 2005年以前
- 改革开放以前中华人民共和国腐败案件列表
- 1979年下半年至1981年8月，广东省海丰县委书记王仲侵吞缉私物资、受贿索贿的总金额达6.9万元，这在改革开放初期，是一个触目惊心的数字。1983年1月17日，在汕头市人民广场举行的审判大会上，王仲被依法判处死刑。王仲案被称为“改革开放第一案”。[15]
- 1984年前后几年，原上海市委办公厅副主任余铁民，与外商勾结，为外商非法谋私从中收受贿赂价值3万多元。[16]
- 1984年到1986年，湖北省委办公厅副主任金辉，利用手中权力，先后为一些企业和个体户甚至诈骗分子联系购买汽车、钢材、水泥等紧俏物资，从中收取好处。[16]
- 1980年代末，
  - 东北内蒙古煤炭工业联合公司基建局副局长、党组副书记姚志武，先后两次收受基建工程承包单位“回扣”费两万元，这位40年代入党的老党员因此入狱。[16]
  - 大庆石化总厂原副厂长关文彬和李克祥，在帮助他人购买紧俏石化产品时，分别收受贿赂达27000多元和12000多元，双双入狱。[16]
  - 洛阳市中级人民法院院长张太义同另外3位副院长，非法动用起标的款和基建款191万元，赴深圳购买走私小车。受到党内严重警告处分。[16]
  - 诈骗犯仵何林通过“倒卖”电视机大肆诈骗钱款380多万元，而后大加挥霍。省司法厅劳改局司机赵某私自驾驶该局警车、兰州空军干休所副所长杨建祥动用军车为其拉彩电，解放军某部排长党某、吕某则是身着军装保镖押车。涉及此案的百余人中，原省厅局级干部子女两名，党员干部数十名。[16]
  - 西藏自治区物价局局长徐玉贞弄虚作假，到财务室报销贪污公款3300元、差旅费176.60元，后被撤职。吉林省白城地区物价局局长修竹阳几个副手，前后找工厂报销个人挥霍的花费1886.20元、3344.28元，收受现金礼品8071元。[16]
  - 新疆维吾尔自治区交通厅厅长朱马·沙比提因，率领一个代表团到日本考察时，带头私分公杂费21万日元，并先后收受日商6万日元、2.5万日元。[16]
  - 福建省漳州罐头厂原厂党委书记侯吉岭为首的一伙厂领导，集体收受贿赂、投机倒把，牟取非法钱财达几十万元。最终落入法网。[16]
  - 吉林省，省高级人民法院院长王洪模、省水利厅厅长李森和3名副厅级、9名处级干部，因贪腐先后分别受到党纪和政纪处分。
  - 湖南省汨罗市多年生产假农药，销往17个省区、131个县，大批庄稼因此而颗粒无收。1983年假劣农药达5700多吨。该市市长唐镇球因此案被撤销职务。[16]
- 1983年8、9月间，中共本溪市委常委、市总工会主席张春沛即将上任辽宁省总工会副主席。赴51个单位辞行、吃请，收受礼物折合人民币600余元。被举报后丢官。[16]
- 1985年，江西省省长倪献策因为腐败，包养情妇（郭晓红）被判2年徒刑。
- 1986年至1988年，洛阳市公安局挪用治安处罚所收钱财，违纪购车，并转手卖掉3辆，获利19.5万元。在检查组检查期间，洛阳市委委员、市公安局长宋文学开会统一口径，指使他人编造假材料，最终丢掉官职。[16]
- 1987年7月，因在大兴安岭特大火灾一事中犯有严重官僚主义的林业部长杨钟被撤职。[16]
- 1995年，中共北京市委书记陳希同（1989年时任北京市长，参与了六四事件的戒严及清场等）因为王宝森事件，暴露出巨额贪污而被捕定罪，於1995年正式開除陳希同的黨籍，並撤銷黨內外一切職務。1995年被控贪污55万元人民币入狱，1998年，被判有期徒刑16年。
- 1996年至2003年，田凤山在任职黑龙江省、国土资源部领导职务期间，为他人谋取利益，多次非法收受他人贿赂共计人民币436万余元。2005年12月27日，经北京市第二中级人民法院审理，最终以受贿罪判处其无期徒刑。
- 1998年，新华社分别以《合浦有条“腐败街”》、《合浦县“买官卖官”现象触目惊心》为题，向中央反映原合浦县城乡建设委员会以阮永明为首的正副主任、调研员等一批领导集体研究决定，在合浦县为他们自己建造超出正常工资负担能力的高档奢华住宅的问题。江泽民、朱镕基、胡锦涛、尉健行及罗干等中央领导分别作出重要批示，强调要严肃查处。2000年11月30日北海市中级人民法院一审判处贪污公款269万元、挪用公款225万元向县委领导行贿的“腐败一条街”案主犯、原合浦县建委主任阮永明死刑，缓期二年执行。蒋远球等6名同案被告人被判处有期徒刑，并没收非法所得。收受阮永明贿赂的合浦县委书记何建林被判处有期徒刑8年。
- 1999年，远华集团原董事长賴昌星成为遠華走私案的主要嫌疑人，曾暂居加拿大，于2011年7月23日遣返回国。
- 1999年，原湛江海关关长曹秀康、湛江海关调查处处长朱向成因分别受贿240万元、280万元，放纵走私集团，导致国家损失62亿元关税的湛江特大走私案（页面存档备份，存于）发生，被判处死刑。
- 1999年1月9日，紅塔集團原董事长褚时健利用职权和职务之便，主谋贪污私分公款355万美元被处无期徒刑、剥夺政治权利终身。褚时健被判后减刑为有期徒刑17年
- 1999年1月13日，中共中央总书记江泽民亲自给最高人民法院院长肖扬打电话，要求严肃查处山西省绛县人民法院“三盲”（文盲、法盲、流氓）院长姚晓红严重违法乱纪事件，并要求查报结果。同年8月21日，运城地区中级人民法院以贪污罪、受贿罪、非法拘禁罪数罪并罚，判处姚晓红无期徒刑。
- 2000年，公安部长陶驷驹贪污7亿元，贿赂中央各级领导，包括12名副总理级和52名部长级官员，受到处分。
- 2000年，最高人民法院指定江苏省的南京、宿迁和辽宁省的大连、抚顺、锦州、营口、丹东、铁岭等地的中级人民法院审理沈阳慕马案和刘涌案中违法犯罪的领导干部，首开职务犯罪指定管辖、异地审理之先河。大连市中级人民法院一审判处原沈阳市市长慕绥新死缓，南京市中级人民法院一审判处原沈阳市常务副市长马向东死刑。此后，厅局级官员犯罪由省内其他城市的法院审理、省部级官员犯罪由外省法院审理，成为中国司法惯例。
- 2000年6月，绍兴市中级人民法院公开审理“浙江反腐第一案”，曾向原中共中央候补委员、宁波市委书记许运鸿及原宁波市副市长谢建邦、孙炎彪等人大笔行贿的原宁波发展信托投资公司总经理吴彪犯贪污罪被判处死刑，与违法向关系人发放贷款罪、违法发放贷款罪等若干罪名并罚后决定执行死刑，剥夺政治权利终身。吴彪担任负责人的宁波发展信托投资公司和宁波国际信托投资公司江东营业部在许运鸿等人的纵容下长期违法经营，先后违规拆借资金近20亿元，最后造成国有资产损失11．97亿元。
- 2000年8月21日，厦门市悦华酒店董事长兼总经理张洪枢被厦门市中级人民法院以贪污、挪用公款、行贿罪判处无期徒刑、没收财产人民币15万元。张洪枢贪污案东窗事发，缘于1998年国务院总理朱镕基到厦门视察，下榻悦华酒店。张洪枢认为这是巴结高层领导人的大好机会，于是送给朱镕基一只价值不菲的水晶球。朱镕基收下礼物后，立即转交厦门市的领导并吩咐说，“我看这个人有问题，要查一查。”
- 2001年8月2日，朱镕基总理在《信息专报》送上的关于南丹7·17矿难的材料上作出了重要批示：“请邦国、罗干同志批示，并报锦涛、健行、岚清同志。看来可信。如此重大事故必须查个水落石出，严厉打击黑恶势力勾结官员，草菅人命。当前首先要排除一切阻力，查明遇难人员。请经贸委、公安部牵头组织力量坚决贯彻落实。”收受龙泉矿冶总厂贿赂318万元并要求瞒报矿难的南丹县委书记万瑞忠被撤职查办，最终于2002年6月5日被判处死刑。
- 2002年1月29日，时任湖北省委书记的俞正声在省委召开的典型案例通报电视电话会议上痛斥原天门市委书记张二江为吹、卖(官)、嫖、赌、贪五毒俱全的“五毒书记”。张二江被捕后，汉江中级人民法院认定其在在丹江口市和天门市任职期间，利用职务便利，为他人谋取利益，收受贿赂人民币82万余元、美金4300元；非法占有公款22万余元、便携式电脑1台，价值2万余元；违反规定收受红包、礼金人民币10万余元、日元1万元。张二江最终被判处有期徒刑18年。
- 2002年3月2日，安徽省蚌埠市中级法院对原安徽省芜湖市政法委书记周其东27刀刺死情妇一案作出一审宣判：被告人周其东犯故意杀人罪，判处死刑，剥夺政治权利终身；犯受贿罪，判处有期徒刑12年，并处没收个人财产10万元；犯贪污罪，判处有期徒刑10年，并处没收个人财产10万元，决定执行死刑，剥夺政治权利终身，并处没收个人财产20万元。同年8月13日，周其东被执行枪决。
- 2002年5月22日，福建省福州市公安局副局長王振忠攜1,000萬美金，與情婦出逃美國。王是中國外逃的最高級別警官，2007年6月10日客死美国纽约。
- 2002年5月25日，海南省公安厅发出2002年第84号通缉令，悬赏2万元通缉原中国银行海南省分行行长王黎明等5名严重经济犯罪嫌疑人（通缉令全文（页面存档备份，存于））。
- 2002年，广西柳州市腐败窝案中的若干案件相继作出宣判。广西区常务副主席（曾任柳州市委书记）刘知炳被判处15年徒刑；桂林市政法委书记（曾任柳州市公安局局长）于丁被判处死刑，柳州市公安局副局长梅柳城和李玉章分别被判处17年徒刑和无期徒刑；柳州市地税局副局长王劲松被判处14年徒刑；刘知炳之子刘忠被判处7年徒刑，女儿刘芳被判处10年徒刑；向上述人员行贿的赌场大亨江强被判处无期徒刑。
- 2002年8月，在时任郴州市委书记李大伦、郴州市纪委书记曾锦春的亲自督办下，郴州市以欧涛为首黑社会性质犯罪集团被一网打尽，为该集团充当保护伞的原汝城县公安局长邓晓辉、原汝城县政法委书记朱凯、原三江口开发区管委会主任唐志成等人亦被审查起诉。
- 2003年4月20日，浙江省建设厅副厅长杨秀珠携女儿、女婿及外孙从上海机场途经新加坡出逃美国。涉案金额达2.532亿元人民币、相当于10个成克杰受贿金额。2004年2月，浙江省检察机关通过国际刑警组织，发出了“红色通缉令”。杨秀珠于2005年5月20日在荷兰鹿特丹市落网。2016年11月16日，杨秀珠归国投案。
- 2003年8月9日，中纪委给予已退休的原河北省委书记程维高开除党籍处分，撤销其正省级职级待遇。经查，程维高在担任河北省主要领导期间，作风专横跋扈，放任配偶子女进行违纪甚至违法犯罪活动；利用职权，对举报者进行打击报复；与其配偶收受一批贵重物品，民愤甚大。同年8月30日，程维高的前秘书吴庆五被判处死缓、前秘书李真被判处死刑。2001年9月6日，公安部发布A级通缉令，通缉程维高之子程慕阳。2004年1月7日，程維高之女程悠蘭因逃税罪被河北省張家口市橋東區人民法院一審判處有期徒刑3年，緩期5年執行，并處罰金708.99萬元。
- 2003年12月18日，三峡工程爆出的首宗巨额贪污案主犯、贪污库区移民资金1207万元的原重庆市丰都县国土局局长黄发祥被执行注射死刑。
- 2003年12月29日，原香港港澳國際（集團）有限公司（中國農產品交易有限公司（0149.HK）前身）董事長兼海國投有限公司董事長李耀祺贪污被判处死刑。
- 2004年，贵州省交通厅原厅长卢万里：贪污受贿6000多万元，包养情妇，嫖宿娼妓。成为改革开放后，继马向东之后第二个处以死刑的正厅级官员。被卢万里检举揭发的原中共中央委员、贵州省委书记刘方仁和原贵州省副省长刘长贵分别被判处无期徒刑和有期徒刑11年。向刘方仁、刘长贵、卢万里等人行贿的黑社会头子、号称“地下组织部长”的陈林被判处无期徒刑。
- 2004年, 上海國電投資公司總經理高新元, 在1999年至2002年間，為謀取不正當利益，向國家電網公司華中公司副總經理高航、陝西省電力局局長趙杰臣行賄港幣10萬元、美金9000元和價值人民幣2.8萬元的勞力士手錶一塊。
- 2005年，黑龙江牡丹江水泥集团尹谋谋和他的妻子曹竹顺亏空公款贪污受贿后自杀
- 2005年，成都市市委常委高勇贪污受贿1000多万，包养情妇（成都中院法官陈永红）大肆挥霍，在内江市法院判处死刑缓期执行。
- 2005年，江西省公安厅原副厅长许晓刚：索财500万，包养6名情妇。
- 2005年7月，北京市第二中级人民法院对原绥化市市委书记马德受贿603万元、原绥化市市长王慎义受贿188万元案作出一审宣判，判处马德死刑缓期执行，判处王慎义有期徒刑15年。这是一起罕见的厅局级官员犯罪跨省异地审理的案例，“有关人士”猜测，这可能是因为马德在“双规”期间检举了国土资源部原部长田凤山和黑龙江省政协原主席韩桂芝。继田凤山、韩桂芝落马之后，同年10月9日，黑龙江五名副省级高官——张秋阳（省委秘书长）、范广举（省人大副主任）、付晓光（副省长，2013年因公款吃喝致陪酒人死亡再次被处分）、徐衍东（省高院院长）、徐发（省检察长，后自杀），同时被免职或辞去职务。
- 2005年9月，在中央“807”工作组进驻潮汕查处中国第一骗税巨案时被发现受贿近100万元并玩忽职守的普宁市市委书记丁伟斌、受贿300多万元并滥用职权的普宁市市长赖振才被作出一审判决，丁伟斌被惠州市中级法院判处有期徒刑6年，赖振才被广州铁路运输中级法院判处有期徒刑15年。
- 2005年9月「經濟合作與發展組織（OECD）」在北京舉行的「亞太反貪腐倡議（Anti-corruption Initiative for Asia-Pacific）」研討會上發表報告指出，隨經濟改革，中國的貪污問題日益猖獗。2004年中國涉及貪污的金額高達4090億元人民幣至6830億元人民幣。

### 2006年以来
- 2006年中华人民共和国腐败案件
- 2007年中华人民共和国腐败案件
- 2008年中华人民共和国腐败案件
- 2009年中华人民共和国腐败案件
- 2010年中华人民共和国腐败案件
- 2011年中华人民共和国腐败案件
- 2012年中华人民共和国腐败案件
- 2013年中华人民共和国腐败案件
- 2014年中华人民共和国腐败案件
- 2015年中华人民共和国腐败案件
- 2016年中华人民共和国腐败案件

### 2017年以来
- 2022年中国足坛腐败案
- 2023年中国火箭军腐败案

## 判决

### 死刑立即执行
| 案件被告人 | 一审判决時間    | 执行死刑时间                                                                                  | 执行方式 | 原职务                                       | 原行政级别 | 法院认定之非法所得          |
| ---------- | --------------- | --------------------------------------------------------------------------------------------- | -------- | -------------------------------------------- | ---------- | --------------------------- |
| 胡长清     | 2000年1月15日   | 2000年3月8日                                                                                  | 枪决     | 江西省人民政府副省長                         | 省部级副职 | 544萬                       |
| 成克杰     | 2000年7月31日   | 2000年9月14日                                                                                 | 注射     | 全国人大常委会副委员长                       | 国家级副职 | 4109萬                      |
| 李乘龙     | 1999年1月27日   | 2000年4月23日                                                                                 | 枪决     | 广西壮族自治区贵港市人民政府副市长           | 厅局级副职 | 940万                       |
| 戚火贵     | 1998年12月1日   | 2001年8月13日                                                                                 | 枪决     | 海南省东方市委书记                           | 县处级正职 | 1287万                      |
| 马向东     | 2001年10月10日  | 2001年12月19日                                                                                | 注射     | 辽宁省沈阳市人民政府常务副市长               | 厅局级正职 | 976.7萬（受贿）             |
| 郭久嗣     | 2001年10月10日  | 2001年12月19日                                                                                | 注射     | 辽宁省沈阳市财政局副局长                     | 县处级正职 | 302萬（受贿）               |
| 陈志清     | 2001年1月       | 2002年5月30日                                                                                 | 枪决     | 中国人民银行西宁中心支行国库处主任           | 乡科级正职 | 1549.3万（贪污国库资金）    |
| 于丁       | 2000年12月27日  | 2003年2月13日                                                                                 | 注射     | 广西壮族自治区桂林市政法委书记               | 厅局级副职 | 252萬                       |
| 李玉书     | 2002年1月10日   | 2003年10月14日                                                                                | 注射     | 四川省乐山市人民政府副市长                   | 厅局级副职 | 893萬                       |
| 张林生     | 2003年10月15日  | 二审改判死缓,入狱两年后，因为表现良好，张林生被减刑为无期徒刑。后又减刑为有期徒刑18年零三个月 |          | 广东省广州市公安局交警支队支队长             | 县处级副职 | 489萬                       |
| 李真       | 2002年8月30日   | 2003年11月13日                                                                                | 注射     | 河北省国税局局长                             | 厅局级正职 | 814万以上                   |
| 王怀忠     | 2003年12月29日  | 2004年2月12日                                                                                 | 注射     | 安徽省人民政府副省長                         | 省部级副职 | 517萬                       |
| 万瑞忠     | 2002年5月       | 2004年2月20日                                                                                 |          | 广西壮族自治区南丹县委书记                   | 县处级正职 | 321萬                       |
| 乔本平     | 2000年12月19日  | 2004年8月31日                                                                                 | 注射     | 吉林省国际经济贸易开发公司副总经理           | 厅局级副职 | 1455.2万｜                  |
| 林福久     | 2004年年5月27日 | 2004年12月24日                                                                                | 注射     | 辽宁省鞍山市公安局内保分局局长               | 县处级副职 | 633萬以上                   |
| 林龙飞     | 2004年12月31日  |                                                                                               |          | 福建省周宁县委书记                           | 县处级正职 | 448万                       |
| 盧萬里     | 2004年5月10日   | 2005年12月16日                                                                                | 枪决     | 贵州省交通厅厅長                             | 厅局级正职 | 2559萬以上                  |
| 李友灿     | 2004年9月10日   | 2006年4月26日                                                                                 | 注射     | 河北省对外贸易经济合作厅副厅长               | 厅局级副职 | 4744万                      |
| 桑粤春     | 2005年4月26日   | 2006年9月29日                                                                                 |          | 长春吉港集团公司总裁                         | 不详       | 1亿以上                     |
| 王喆       | 2006年3月       | 2006年12月12日                                                                                |          | 云南省普洱县公安局局长                       | 县处级副职 | 800万以上（驾警车贩毒所得） |
| 郑筱萸     | 2007年5月29日   | 2007年7月10日                                                                                 | 注射     | 国家食品药品监督管理局局长                   | 省部级副职 | 649萬（受贿）               |
| 温梦杰     | 2005年12月21日  | 2007年9月11日                                                                                 |          | 中国农业银行北京分行科技处处长               | 乡科级正职 | 1073万（受贿）              |
| 朱福忠     | 2005年2月21日   | 2008年10月13日                                                                                | 注射     | 成都市龙泉驿区同安镇党委书记                 | 乡科级正职 | 1603万                      |
| 李树彪     | 2005年8月24日   | 2010年3月26日                                                                                 | 枪决     | 湖南省郴州市公积金管理中心主任               | 县处级正职 | 1亿2000万                   |
| 文强       | 2010年4月14日   | 2010年7月7日                                                                                  | 注射     | 重庆市司法局局长、市公安局常务副局长         | 厅局级正职 | 1200万（受贿）              |
| 李海涛     | 2004年8月13日   | 2010年11月19日                                                                                |          | 河北省承德市文物局外八庙管理处文物保管部主任 | 乡科级正职 | 377.6万（盗卖文物）         |
| 曾锦春     | 2008年11月20日  | 2010年12月30日                                                                                | 枪决     | 湖南省郴州市委副书记、市纪委书记             | 厅局级副职 | 6000万以上                  |
| 姜人杰     | 2008年10月23日  | 2011年7月19日                                                                                 |          | 江苏省苏州市人民政府副市长                   | 厅局级副职 | 1亿以上                     |
| 许迈永     | 2011年5月12日   | 2011年7月19日                                                                                 |          | 浙江省杭州市人民政府副市长                   | 厅局级正职 | 1.45亿余元                  |
| 李培英     | 2009年2月10日   | 2009年8月7日                                                                                  |          | 北京市首都机场集团公司董事长、总经理         | 厅局级正职 | 1亿以上                     |
| 晏大彬     | 2008年8月1日    | 2010年1月15日                                                                                 |          | 重庆市巫山县交通局局长                       | 县处级正职 | 2226万                      |
| 罗亚平     | 2010年12月20日  | 2011年11月9日                                                                                 |          | 辽宁省抚顺市國土資源局順城分局局長           | 乡科级正职 | 3000多万                    |
| 王仁财     | 2011年12月21日  |                                                                                               |          | 大连庄河市一社区居委会主任                   | 基層幹部   | 9000萬                      |
| 刘会民     | 2013年8月31日   |                                                                                               |          | 保定市曲阳县七里庄村党支部书记               | 基層幹部   | 6024万                      |
| 张新华     | 2014年12月10日  |                                                                                               |          | 广州市国营白云农工商联合公司总经理           | 县处级正职 | 3.8亿                       |
| 赵黎平     | 2016年11月11日  | 2017年5月26日                                                                                 |          | 内蒙古自治区政协党组书记、副主席             | 省部级副职 | 2368万                      |
| 赖小民     | 2021年1月5日    | 2021年1月29日                                                                                 |          | 中国华融资产管理股份有限公司党委书记、董事长 | 厅局级正职 | 17.88亿                     |
| 李建平     | 2022年9月27日   | 2024年12月17日                                                                                |          | 呼和浩特经济技术开发区党工委书记             | 厅局级副职 | 30.69亿                     |
| 白天辉     | 2024年5月28日   |                                                                                               |          | 中国华融国际控股有限公司总经理               | 厅局级副职 | 11.08亿                     |

### 死刑缓期执行
| 案件被告人 | 一审判决時間   | 原职务                                                         | 原行政级别 | 法院认定之非法所得                  | 备注       |  |
| ---------- | -------------- | -------------------------------------------------------------- | ---------- | ----------------------------------- | ---------- |  |
| 蓝甫       | 2001年4月11日  | 福建省厦门市人民政府副市长                                     | 厅局级正职 | 505.7万                             |            |  |
| 慕绥新     | 2001年10月10日 | 辽宁省沈阳市人民政府市长                                       | 省部级副职 | 661.4万                             | 2002年病死 |  |
| 李纪周     | 2001年10月22日 | 公安部副部長                                                   | 省部级副职 | 600萬（受贿）                       |            |  |
| 吴耿岳     | 2001年11月12日 | 广西壮族自治区陆川县人民政府副县长                             | 县处级副职 | 606.2万（受贿）                     |            |  |
| 鞠建太     | 2001年11月21日 | 当代世界出版社副社长                                           | 厅局级副职 | 40万美元（折合人民币326.9万元）     |            |  |
| 吴彪       | 2001年11月21日 | 宁波国际信托投资公司江东营业部主任                             | 乡科级正职 | 275万                               |            |  |
| 罗鉴宇     | 2002年5月22日  | 浙江省新闻出版局局长                                           | 厅局级正职 | 290多万（受贿）                     |            |  |
| 林国悌     | 2003年2月27日  | 湖南省机械工业局局长                                           | 厅局级正职 | 487萬                               |            |  |
| 蒋艳萍     | 2003年2月28日  | 湖南省建筑工程集团总公司副总经理                               | 厅局级副职 | 753萬                               |            |  |
| 丛福奎     | 2003年4月27日  | 河北省人民政府常務副省長                                       | 省部级副职 | 936萬                               |            |  |
| 李嘉廷     | 2003年6月20日  | 云南省委副書記、省政府省長                                     | 省部级正职 | 1810萬                              |            |  |
| 王天义     | 2004年8月26日  | 浙江省温州市公安局鹿城分局局长                                 | 县处级副职 | 1300多万                            |            |  |
| 韓桂芝     | 2005年12月16日 | 黑龙江省委副書記、省政协主席                                   | 省部级正职 | 702萬                               |            |  |
| 夏任凡     | 2006年3月21日  | 沈阳客运集团公司总经理                                         | 国企领导   | 2700万以上                          |            |  |
| 刘志祥     | 2006年4月28日  | 铁道部武汉铁路分局副局长                                       | 厅局级副职 | 4000万以上                          |            |  |
| 王守业     | 2006年5月10日  | 解放军海军副司令员                                             | 副大军区职 | 1亿6000万                           |            |  |
| 王昭耀     | 2007年1月12日  | 安徽省委副书记、省政协副主席                                   | 省部级副职 | 704萬                               |            |  |
| 陈罗荣     | 2007年3月16日  | 海南省烟草专卖局局长                                           | 厅局级正职 | 550多万                             |            |  |
| 周良洛     | 2008年3月28日  | 北京市海淀区人民政府区长                                       | 厅局级正职 | 1000萬                              |            |  |
| 何炜       | 2008年7月29日  | 浙江省体育局规划财务处副处长                                   | 县处级副职 | 689万（受贿）                       |            |  |
| 刘志华     | 2008年10月18日 | 北京市人民政府副市长                                           | 省部级副职 | 696.59万以上                        |            |  |
| 夏金荣     | 2009年1月16日  | 浙江理工大学副校长                                             | 厅局级副职 | 772万                               |            |  |
| 陈同海     | 2009年7月15日  | 中国石油化工集团公司总经理、党组书记                           | 省部级副职 | 1亿9500万                           |            |  |
| 余卫平     | 2009年9月1日   | 云南铜业集团有限公司副总经理                                   | 县处级正职 | 2983万（受贿）                      |            |  |
| 王益       | 2010年4月15日  | 国家开发银行副行长                                             | 省部级副职 | 1190万以上                          |            |  |
| 陈兴銮     | 2010年4月29日  | 山东省东营市人民政府副市長                                     | 厅局级副职 | 2186万以上                          |            |  |
| 白玉岭     | 2010年5月18日  | 安徽省亳州市公安局副局长                                       | 县处级副职 | 400万以上                           |            |  |
| 郭京毅     | 2010年5月20日  | 商务部条约法律司巡视员                                         | 厅局级正职 | 845万以上                           |            |  |
| 史双生     | 2010年5月23日  | 山西省灵石县公安局副局长                                       | 乡科级副职 | 3000万（受贿）                      |            |  |
| 米凤君     | 2010年5月28日  | 吉林省人大常委会副主任                                         | 省部级副职 | 628万                               |            |  |
| 陈绍基     | 2010年7月23日  | 广东省政协主席                                                 | 省部级正职 | 3000万                              |            |  |
| 皮黔生     | 2010年8月13日  | 天津市濱海新區管理委員主任                                     | 省部级副职 | 755万                               |            |  |
| 于兵       | 2010年8月20日  | 北京市公安局網監處處長                                         | 县处级正职 | 1400萬                              |            |  |
| 郑少东     | 2010年8月24日  | 公安部部長助理、经侦局局長                                     | 省部级副职 | 826萬                               |            |  |
| 王华元     | 2010年9月9日   | 浙江省委常委、省纪委书记                                       | 省部级副职 | 771萬                               |            |  |
| 李人志     | 2010年9月15日  | 甘肃省窯街煤電集團有限公司董事长、党委书记                     | 不详       | 2020.9萬                            |            |  |
| 葉樹養     | 2010年9月21日  | 广东省中国共产党韶关市委员会常委、政法委書記、公安局局長       | 厅局级副职 | 2690.645萬                          |            |  |
| 顾旗章     | 2010年11月29日 | 河北省石家莊市國土資源局局長                                   | 县处级正职 | 侵吞公款6000余萬元 受賄200余萬元    |            |  |
| 张治安     | 2010年12月8日  | 安徽省阜陽市潁泉區区委書記                                     | 县处级正职 | 359万                               |            |  |
| 黄瑶       | 2010年12月9日  | 贵州省政协主席                                                 | 省部级正职 | 954万                               |            |  |
| 陈光礼     | 2010年12月28日 | 四川省宜宾市人民政府副市長                                     | 厅局级正职 | 2200多萬                            |            |  |
| 肖时庆     | 2011年4月      | 中国证监会上市公司监管部副主任                                 | 厅局级副职 | 1546萬餘元                          |            |  |
| 许宗衡     | 2011年5月9日   | 广东省深圳市人民政府市長                                       | 省部级副职 | 3318萬餘元                          |            |  |
| 仇春利     | 2011年9月23日  | 北京市通州區原區長助理                                         | 县处级正职 | 867萬                               |            |  |
| 欧绍轩     | 2011年10月9日  | 广西壮族自治区高级人民法院原副院长                             | 厅局级正职 | 889萬                               |            |  |
| 吴建文     | 2011年11月8日  | 上海上海医药集团总裁                                           | 国企领导   | 5100萬                              |            |  |
| 仝霄       | 2011年12月26日 | 山西省运城市交通局道路运输管理处驾校科科长                     | 乡科级正职 | 2152萬                              | 限制减刑   |  |
| 周永刚     | 2012年1月7日   | 辽宁省大连港地产集团有限公司董事长                             | 国企领导   | 6100萬                              |            |  |
| 刘志军     | 2013年7月8日   | 中华人民共和国铁道部部长                                       | 省部级正职 | 6460万                              |            |  |
| 罗荫国     | 2013年7月23日  | 广东省茂名市市委书记                                           | 厅局级正职 | 7000多万                            |            |  |
| 周鎮宏     | 2014年2月28日  | 廣東省委統戰部長                                               | 省部級副職 | 6164萬                              |            |  |
| 闻清良     | 2014年8月20日  | 铁道部昆明铁路局局长                                           | 厅局级正职 | 2000多万                            |            |  |
| 张新       | 2014年9月16日  | 杭州市房产管理局副局长                                         | 县处级正职 | 1.24亿                              |            |  |
| 张曙光     | 2014年10月17日 | 铁道部运输局局长、副总工程师                                   | 厅局级正职 | 4755万                              |            |  |
| 边飞       | 2015年6月23日  | 中共邯郸市大名县委员会书记                                     | 县处级正职 | 5929万（受贿）4193万（来源不明）    |            |  |
| 雷毅       | 2015年9月13日  | 云南锡业集团（控股）有限公司董事长                             | 厅局级正职 | 2570万                              |            |  |
| 陈明宪     | 2015年9月17日  | 湖南省交通运输厅党组书记                                       | 厅局级正职 | 6000多万                            |            |  |
| 白恩培     | 2016年10月9日  | 全国人大环境与资源保护委员会副主任委员                         | 省部级正职 | 受贿24676万，来源不明财产数额未公布 | 限制减刑   |  |
| 魏鹏远     | 2016年10月17日 | 国家能源局煤炭司副司长                                         | 县处级正职 | 21170万（受贿）13109万（来源不明）  | 限制减刑   |  |
| 于铁义     | 2016年10月21日 | 黑龙江龙煤矿业控股集团有限责任公司物资供应分公司副总经理       | 厅局级副职 | 30681万                             |            |  |
| 朱明国     | 2016年11月11日 | 广东省政协主席                                                 | 省部级正职 | 14138万（受贿）9104万（来源不明）   |            |  |
| 武长顺     | 2017年5月27日  | 天津市公安局局长                                               | 省部级副职 | 74亿                                | 限制减刑   |  |
| 陈弘平     | 2017年6月6日   | 广东省人大农村农业委员会主任委员                               | 厅局级正职 | 13991万                             |            |  |
| 张中生     | 2018年3月28日  | 中共吕梁市委常委、副市长                                       | 厅局级副职 | 10.4亿                              | 限制减刑   |  |
| 杨成林     | 2018年12月21日 | 内蒙古银行有限公司党委书记、董事长                             | 国企领导   | 3.07亿                              |            |  |
| 邢云       | 2019年12月3日  | 内蒙古自治区人大常委会原副主任                                 | 省部级副职 | 4.49亿                              | 限制减刑   |  |
| 姜喜运     | 2019年12月26日 | 恒丰银行董事长                                                 | 国企领导   | 6037万                              | 限制减刑   |  |
| 赵正永     | 2020年7月31日  | 全国人大内务司法委员会原副主任委员                             | 省部级正职 | 7.17亿                              | 限制减刑   |  |
| 蔡国华     | 2020年11月6日  | 恒丰银行董事长                                                 | 国企领导   | 11.8亿                              | 限制减刑   |  |
| 王富玉     | 2022年1月17日  | 贵州省政协原党组书记、主席                                     | 省部级正职 | 4.34亿                              |            |  |
| 董宏       | 2022年1月28日  | 中央巡视组原副组长                                             | 省部级副职 | 4.63亿                              |            |  |
| 童道驰     | 2022年6月2日   | 中共海南省委常委、三亚市委书记                                 | 省部级副职 | 2.74亿                              |            |  |
| 云公民     | 2022年6月9日   | 中国华电原党组副书记、总经理                                   | 省部级副职 | 4.6866亿                            | 限制减刑   |  |
| 史文清     | 2022年8月16日  | 江西省人大常委会原副主任                                       | 省部级副职 | 1.95亿                              |            |  |
| 傅政华     | 2022年9月22日  | 全国政协社会和法制委员会副主任                                 | 省部级正职 | 1.17亿                              | 限制减刑   |  |
| 王立科     | 2022年9月22日  | 中共江苏省委常委、政法委书记                                   | 省部级副职 | 4.4亿                               | 限制减刑   |  |
| 孙力军     | 2022年9月23日  | 公安部党委委员、副部长                                         | 省部级副职 | 6.46亿                              | 限制减刑   |  |
| 刘国强     | 2022年11月8日  | 辽宁省政协党组副书记、副主席                                   | 省部级副职 | 3.52亿                              | 限制减刑   |  |
| 李文喜     | 2023年1月6日   | 辽宁省政协党组成员、副主席                                     | 省部级副职 | 5.4亿                               | 限制减刑   |  |
| 刘彦平     | 2023年1月10日  | 国家安全部党委委员、中央纪委国家监委驻国家安全部纪检监察组组长 | 省部级副职 | 2.34亿                              | 限制减刑   |  |
| 王滨       | 2023年9月12日  | 中国人寿保险（集团）公司党委书记、董事长                       | 省部級副職 | 3.25亿                              | 限制减刑   |  |
| 費聖英     | 2023年9月26日  | 浙江省電力公司總經理、黨組副書記                               | 國企領導   | 受賄1.054億元、貪污3341萬元         |            |  |
| 孙德顺     | 2023年11月10日 | 中信银行行长                                                   | 厅局级正职 | 9.795亿                             | 限制减刑   |  |
| 蔡鄂生     | 2023年12月29日 | 中国银行业监督管理委员会党委委员、副主席                       | 省部级副职 | 4.07亿                              | 限制减刑   |  |
| 田惠宇     | 2024年2月5日   | 招商银行股份有限公司党委书记、行长                             | 厅局级正职 | 2.1亿                               |            |  |
| 孙远良     | 2024年5月9日   | 辽宁省政协党组副书记、副主席                                   | 省部级副职 | 1.59亿                              |            |  |
| 何泽华     | 2024年5月29日  | 国家烟草专卖局党组成员、副局长                                 | 厅局级正职 | 9.43亿                              | 限制减刑   |  |
| 李再勇     | 2024年8月13日  | 贵州省政协党组成员、副主席                                     | 省部级副职 | 4.32亿                              |            |  |
| 范一飞     | 2024年10月10日 | 中国人民银行党委委员、副行长                                   | 省部级副职 | 3.86亿                              | 限制减刑   |  |
| 姜杰       | 2024年10月12日 | 西藏自治区政协党组成员、副主席                                 | 省部级副职 | 2.25亿                              |            |  |
| 王大伟     | 2024年10月14日 | 辽宁省人民政府副省长、辽宁省公安厅厅长                         | 省部级副职 | 5.55亿                              | 限制减刑   |  |
| 孙志刚     | 2024年10月29日 | 全国人大财政经济委员会副主任委员、贵州省委书记                 | 省部级正职 | 8.13亿                              | 限制减刑   |  |
| 陈继兴     | 2024年11月12日 | 广东省人大常委会党组成员、副主任                               | 省部级副职 | 2.79亿                              |            |  |
| 刘连舸     | 2024年11月26日 | 中国银行股份有限公司党委书记、董事长                           | 省部级副职 | 1.21亿                              |            |  |
| 熊雪       | 2024年12月17日 | 重庆市政府党组成员、副市长                                     | 省部级副职 | 1.48亿                              |            |  |
| 馬超群     | 2024年12月19日 | 河北省秦皇島市北戴河區供水公司總經理                           | 縣處級副職 | 1.8376億                            |            |  |
| 汲斌昌     | 2024年12月20日 | 山东省青岛市政协党组书记、主席                                 | 省部级副职 | 5.26亿                              |            |  |
| 劉文新     | 2024年12月23日 | 貴州省政法委副書記                                             | 聽局級正職 | 6.09億                              | 限制減刑   |  |
| 李金柱     | 2024年12月25日 | 陕西省人大常委会党组成员、副主任                               | 省部级副职 | 4.31亿                              |            |  |
| 吳煒       | 2024年12月29日 | 廣西壯族自治區柳州市委書記                                     | 廳局級正職 | 1.86億                              |            |  |
| 刘捍东     | 2025年2月17日  | 江苏省人大常委会原党组成员、副主任                             | 省部级副职 | 2.45亿                              |            |  |
| 张红力     | 2025年2月19日  | 中国工商银行股份有限公司原党委委员、副行长                     | 国企领导   | 1.77亿                              |            |  |
| 殷美根     | 2025年4月16日  | 江西省人大常委会原党组副书记、副主任                           | 省部级副职 | 2.07亿                              |            |  |
| 李鹏新     | 2025年4月22日  | 新疆维吾尔自治区党委原副书记                                   | 省部级副职 | 8.22亿                              | 限制减刑   |  |
| 赵伟国     | 2025年5月14日  | 紫光集团原董事长                                               | 国企领导   | 4.7亿                               |            |  |
| 韩勇       | 2025年5月19日  | 全国政协人口资源环境委员会原副主任，陕西省政协原党组书记、主席 | 省部级正职 | 2.61亿                              |            |  |
| 彭国甫     | 2025年5月27日  | 湖南省人大常委会原党组成员、副主任                             | 省部级副职 | 1.34亿                              |            |  |
| 刘跃进     | 2025年6月23日  | 十三届全国政协委员                                             | 省部级副职 | 1.21亿                              |            |  |
| 戴道晋     | 2025年6月24日  | 湖南省政协原党组副书记、副主席                                 | 省部级副职 | 1.07亿                              |            |  |
| 李爱庆     | 2025年6月30日  | 北京首都创业集团有限公司原党委书记、董事长                     | 国企领导   | 2亿余                               |            |  |
| 王勇       | 2025年7月8日   | 西藏自治区人民政府原副主席                                     | 省部级副职 | 2.71亿                              |            |  |
| 窦万贵     | 2025年7月9日   | 新疆维吾尔自治区政协原党组成员、副主席                         | 省部级副职 | 2.29亿                              |            |  |
| 骆玉林     | 2025年7月14日  | 国务院国资委原副部长级干部                                     | 省部级副职 | 2.2亿                               | 限制減刑   |  |
| 吴英杰     | 2025年7月16日  | 十四届全国政协原常委、文化文史和学习委员会原主任               | 省部级正职 | 3.43亿                              |            |  |
| 何文忠     | 2025年7月21日  | 中国电子科技集团有限公司原党组成员、副总经理                   | 国企领导   | 2.89亿                              |            |  |
| 项明       | 2025年8月4日   | 北京市人民检察院第一分院原党组书记、检察长                     | 厅局级正职 | 不详                                | 限制减刑   |  |
| 秦如培     | 2025年8月6日   | 广西壮族自治区党委原常委、自治区政府原副主席                   | 省部级副职 | 2.16亿                              |            |  |

### 无期徒刑
| 案件被告人  | 一审判决時間   | 判处刑罚 | 原职务                                                                           | 原行政级别 | 法院认定之非法所得                                |
| ----------- | -------------- | -------- | -------------------------------------------------------------------------------- | ---------- | ------------------------------------------------- |
| 郑道访      | 2000年9月12日  | 无期徒刑 | 四川省交通厅副厅长                                                               | 厅局级副职 | 886万                                             |
| 张昆桐      | 2001年3月27日  | 无期徒刑 | 河南省交通厅厅长                                                                 | 厅局级正职 | 110万                                             |
| 马其伟      | 2002年6月5日   | 无期徒刑 | 湖南省交通厅副厅长                                                               | 厅局级副职 | 236萬                                             |
| 厉建中      | 2006年3月7日   | 无期徒刑 | 中国运载火箭技术研究院院长                                                       | 厅局级正职 | 300多万（贪污）1亿以上（挪用公款）                |
| 杨世洪      | 2006年3月21日  | 无期徒刑 | 湖北省武汉市公安局局长                                                           | 厅局级副职 | 628万                                             |
| 石发亮      | 2006年8月3日   | 无期徒刑 | 河南省交通厅厅长                                                                 | 厅局级正职 | 1900万以上                                        |
| 刘方仁      | 2007年7月10日  | 无期徒刑 | 贵州省委书记                                                                     | 省部级正职 | 677万4780.50（受贿）                              |
| 于国华      | 2009年5月17日  | 无期徒刑 | 中共吉林市委常委、副市长                                                         | 厅局级副职 | 1820.9万                                          |
| 陈少勇      | 2010年1月18日  | 无期徒刑 | 福建省委常委、秘书长                                                             | 省部级副职 | 819万                                             |
| 黄松有      | 2010年1月19日  | 无期徒刑 | 最高人民法院副院长                                                               | 省部级正职 | 510万                                             |
| 彭长健      | 2010年2月24日  | 无期徒刑 | 重庆市公安局副局长                                                               | 厅局级副职 | 471万                                             |
| 朱志刚      | 2010年5月10日  | 无期徒刑 | 全国人大常委会预算工作委员会主任                                                 | 省部级正职 | 744万以上（受贿）                                 |
| 杨贤才      | 2010年5月31日  | 无期徒刑 | 广东省高级人民法院执行局局长                                                     | 厅局级副职 | 受賄1183万、1694萬不能說明來源                    |
| 康日新      | 2010年11月19日 | 无期徒刑 | 中国核工业集团公司总经理                                                         | 省部级副职 | 660万余元                                         |
| 李堂堂      | 2011年2月16日  | 无期徒刑 | 宁夏回族自治区人民政府副主席                                                     | 省部级副职 | 700萬                                             |
| 李华森      | 2011年5月5日   | 无期徒刑 | 山东省日照市出入境检验检疫局局长、党组书记                                       | 县处级正职 | 1.6亿                                             |
| 陶校兴      | 2011年6月23日  | 无期徒刑 | 上海市房管局原副局长                                                             | 厅局级副职 | 1045万元                                          |
| 黄少雄      | 2011年6月23日  | 无期徒刑 | 广东省委统战部副部长                                                             | 厅局级正职 | 近1200万                                          |
| 张晓琪      | 2011年10月14日 | 无期徒刑 | 湖南工业大学校长                                                                 | 厅局级副职 | 253萬                                             |
| 朱育英      | 2012年8月28日  | 无期徒刑 | 广东省茂名市人大常委会副主任                                                     | 厅局级副职 | 1700万                                            |
| 董永安      | 2012年11月29日 | 无期徒刑 | 河南省交通厅厅长                                                                 | 厅局级正职 | 2600万                                            |
| 薄熙来      | 2013年9月22日  | 无期徒刑 | 中共中央政治局委员、重庆市委书记                                                 | 国家级副职 | 2679万                                            |
| 武志忠      | 2013年12月28日 | 无期徒刑 | 内蒙古自治区政府原副秘书长、法制办原主任                                         | 厅局级正职 | 1026万                                            |
| 王素毅      | 2014年7月17日  | 无期徒刑 | 中共内蒙古自治区委员会统战部部长                                                 | 省部级副职 | 1073万                                            |
| 刘铁男      | 2014年12月10日 | 无期徒刑 | 国家发改委副主任、国家能源局局长                                                 | 省部级副职 | 3358万                                            |
| 彭曙        | 2015年2月3日   | 无期徒刑 | 湖南省高速公路广告投资有限公司董事长                                             | 县处级正职 | 2.2亿                                             |
| 周永康      | 2015年6月11日  | 无期徒刑 | 中共中央政治局常委、中央政法委书记                                               | 国家级正职 | 1.29亿                                            |
| 袁菱        | 2015年7月10日  | 无期徒刑 | 中共南充市蓬安县委员会书记                                                       | 县处级正职 | 4052万                                            |
| 张云昌      | 2015年8月21日  | 无期徒刑 | 江苏省无锡市人大常委会副主任                                                     | 厅局级副职 | 2056万                                            |
| 李云忠      | 2015年9月9日   | 无期徒刑 | 中共云南省曲靖市委副书记                                                         | 厅局级副职 | 4026万                                            |
| 令计划      | 2016年7月4日   | 无期徒刑 | 十二届全国政协副主席、中共中央统战部部长                                         | 国家级副职 | 7708多万                                          |
| 郭伯雄      | 2016年7月25日  | 无期徒刑 | 中共中央政治局委员、中央军委副主席                                               | 国家级副职 | 数额巨大（具体数目未公布）                        |
| 万庆良      | 2016年9月30日  | 无期徒刑 | 中共广东省委常委、广州市委书记                                                   | 省部级副职 | 1.1125亿                                          |
| 申维辰      | 2016年10月11日 | 无期徒刑 | 中国科学技术协会党组书记、副主席                                                 | 省部级正职 | 9541万                                            |
| 谭力        | 2016年10月13日 | 无期徒刑 | 中共海南省委常委、副省长                                                         | 省部级副职 | 8625万                                            |
| 金道铭      | 2016年10月14日 | 无期徒刑 | 中共山西省委常委、副书记                                                         | 省部级副职 | 1亿                                               |
| 杜善学      | 2016年12月20日 | 无期徒刑 | 中共山西省委常委、副省长                                                         | 省部级副职 | 8100万                                            |
| 黄华辉      | 2016年12月28日 | 无期徒刑 | 广州市住房保障办公室征收处副处长                                                 | 县处级副职 | 8931万                                            |
| 苏荣        | 2017年1月23日  | 无期徒刑 | 十二届全国政协副主席                                                             | 国家级副职 | 1.9亿                                             |
| 奚晓明      | 2017年2月16日  | 无期徒刑 | 最高人民法院副院长、党组成员                                                     | 省部级副职 | 1.15亿                                            |
| 刘志庚      | 2017年2月24日  | 无期徒刑 | 广东省政府党组成员、副省长                                                       | 省部级副职 | 9817万                                            |
| 卢子跃      | 2017年4月14日  | 无期徒刑 | 中共宁波市委副书记、市长                                                         | 省部级副职 | 1.47亿                                            |
| 杨振超      | 2017年5月3日   | 无期徒刑 | 安徽省政府党组成员、副省长                                                       | 省部级副职 | 8084万（受贿）115万（非法占有）9.15亿（滥用职权） |
| 李刚        | 2017年5月9日   | 无期徒刑 | 中共承德市委常委、常务副市长                                                     | 厅局级副职 | 1.2亿                                             |
| 毛小兵      | 2017年5月11日  | 无期徒刑 | 中共青海省委常委、西宁市委书记                                                   | 省部级副职 | 1.048亿（受贿），4亿（挪用公款）                  |
| 王保安      | 2017年5月31日  | 无期徒刑 | 国家统计局局长                                                                   | 省部级副职 | 1.53亿                                            |
| 陈雪枫      | 2017年5月31日  | 无期徒刑 | 中共河南省委常委、洛阳市委书记                                                   | 省部级副职 | 1.48亿（受贿）547万（非法占有）                   |
| 王珉        | 2017年8月4日   | 无期徒刑 | 中共辽宁省委书记                                                                 | 省部级正职 | 1.46亿                                            |
| 孙政才      | 2018年4月12日  | 无期徒刑 | 中共中央政治局委员、重庆市委书记                                                 | 国家级副职 | 1.7亿                                             |
| 许亚林      | 2018年7月9日   | 无期徒刑 | 内蒙古自治区通辽市副市长                                                         | 厅局级副职 | 5000万                                            |
| 杨崇勇      | 2018年9月27日  | 无期徒刑 | 河北省人大常委会党组书记、副主任                                                 | 省部级副职 | 2.06亿                                            |
| 陈旭        | 2018年10月25日 | 无期徒刑 | 上海市人民检察院原党组书记、检察长                                               | 省部级副职 | 7423.69万                                         |
| 魏民洲      | 2018年11月20日 | 无期徒刑 | 陕西省人大常委会党组副书记、副主席                                               | 省部级副职 | 1.097亿                                           |
| 马建        | 2018年12月27日 | 无期徒刑 | 国家安全部党委委员、副部长                                                       | 省部级副职 | 1.09亿                                            |
| 房峰辉      | 2019年2月21日  | 无期徒刑 | 中央军委联合参谋部原参谋长                                                       | 上将       | 数额特别巨大（具体数额尚未知）                    |
| 陈树隆      | 2019年4月3日   | 无期徒刑 | 中共安徽省委常委、副省长                                                         | 省部级副职 | 2.758亿                                           |
| 曾志权      | 2019年7月9日   | 无期徒刑 | 中共广东省委常委、统战部部长                                                     | 省部级副职 | 1.4亿                                             |
| 蒲波        | 2019年7月18日  | 无期徒刑 | 贵州省副省长                                                                     | 省部级副职 | 7126万                                            |
| 李世镕      | 2019年8月12日  | 无期徒刑 | 中共呼伦贝尔市委书记                                                             | 厅局级正职 | 2亿                                               |
| 努尔·白克力 | 2019年12月2日  | 无期徒刑 | 国家发改委党组成员、副主任，国家能源局党组书记、局长                             | 省部级正职 | 7910万                                            |
| 白海泉      | 2020年1月16日  | 无期徒刑 | 呼和浩特市经济技术开发区党工委副书记、管委会常务副主任                           | 县处级正职 | 1.25亿                                            |
| 赵洪顺      | 2020年6月18日  | 无期徒刑 | 国家烟草专卖局党组成员、副局长                                                   | 厅局级正职 | 9032万                                            |
| 魏传忠      | 2020年6月19日  | 无期徒刑 | 国家质量监督检验检疫总局党组成员、副局长                                         | 省部级副职 | 1.232亿                                           |
| 张琦        | 2020年12月3日  | 无期徒刑 | 中共海南省委常委、海口市委书记                                                   | 省部级副职 | 1.07亿                                            |
| 胡怀邦      | 2021年1月7日   | 无期徒刑 | 国家开发银行原党委书记、董事长                                                   | 省部级副职 | 8552万                                            |
| 顾国明      | 2021年8月12日  | 无期徒刑 | 中国工商银行上海分行原行长                                                       | 厅局级正职 | 1.36亿                                            |
| 袁仁国      | 2021年9月23日  | 无期徒刑 | 贵州省政协经济委员会副主任、茅台集团原董事长                                     | 省部级副职 | 1.129亿                                           |
| 王勇        | 2021年10月28日 | 无期徒刑 | 海南省政协原党组成员、副主席                                                     | 省部级副职 | 9047万                                            |
| 马明        | 2022年2月17日  | 无期徒刑 | 内蒙古自治区政协党组成员、副主席                                                 | 省部级副职 | 1.5785亿                                          |
| 龚道安      | 2022年9月21日  | 无期徒刑 | 上海市政府副市长、市公安局局长                                                   | 省部级副职 | 7343万                                            |
| 孙国相      | 2023年7月18日  | 无期徒刑 | 辽宁省人大常委会副主任                                                           | 省部级副职 | 9765万                                            |
| 高材林      | 2023年8月31日  | 无期徒刑 | 吉林省政府副秘書長                                                               | 廳局級正職 | 貪污1億元、受賄403萬元                            |
| 陈家东      | 2023年9月5日   | 无期徒刑 | 厦门市人大常委会主任                                                             | 省部級副職 | 9415万                                            |
| 高卫东      | 2024年2月2日   | 无期徒刑 | 贵州省煤田地质局原党委委员、局长，茅台集团原董事长                               | 厅局级正职 | 1.1亿                                             |
| 李杰翔      | 2024年2月27日  | 无期徒刑 | 青海省委常委、省人大常委会党组书记、副主任                                       | 省部级副职 | 8823万                                            |
| 易鹏飞      | 2024年3月25日  | 无期徒刑 | 湖南省政协副主席                                                                 | 省部級副職 | 8140万                                            |
| 陈戌源      | 2024年3月26日  | 无期徒刑 | 中国足球协会党委副书记、主席                                                     | 厅局级正职 | 8103万                                            |
| 周建琨      | 2024年3月26日  | 无期徒刑 | 贵州省政协党组副书记、副主席                                                     | 省部級副職 | 1.08亿                                            |
| 曹广晶      | 2024年5月24日  | 无期徒刑 | 湖北省人民政府党组成员、副省长                                                   | 省部级副职 | 2.16亿                                            |
| 孙述涛      | 2024年6月5日   | 无期徒刑 | 山东省政协党组成员、副主席                                                       | 省部级副职 | 1.29亿                                            |
| 李东        | 2024年7月16日  | 无期徒刑 | 国家能源投资集团有限责任公司党组成员、副总经理                                   | 厅局级副职 | 1.08亿                                            |
| 陈如桂      | 2024年8月6日   | 无期徒刑 | 广东省人大常委会党组成员、副主任                                                 | 省部级副职 | 1.08亿                                            |
| 董云虎      | 2024年8月28日  | 无期徒刑 | 上海市人大常委会党组书记、主任                                                   | 省部级正职 | 1.48亿                                            |
| 顾艳华      | 2024年9月26日  | 无期徒刑 | 青海省粮食局党组书记、局长                                                       | 厅局级正职 | 1.34亿                                            |
| 朱从玖      | 2024年11月19日 | 无期徒刑 | 浙江省政协党组成员、副主席                                                       | 省部级副职 | 1.05亿                                            |
| 郝宏军      | 2024年12月26日 | 无期徒刑 | 辽宁省大连市政协党组书记、主席                                                   | 省部級副職 | 7498万                                            |
| 商黎光      | 2024年12月27日 | 无期徒刑 | 山西省委原副书记                                                                 | 省部级副职 | 1.04亿                                            |
| 肖星        | 2025年1月13日  | 无期徒刑 | 中国太平保险集团原党委委员、副总经理                                             | 厅局级副职 | 8148万                                            |
| 王春杰      | 2025年1月22日  | 无期徒刑 | 北京公共交通控股（集团）有限公司原党委书记、董事长                               | 厅局级正职 | 不详                                              |
| 莫桦        | 2025年3月27日  | 无期徒刑 | 广西玉林市委原书记                                                               | 厅局级正职 | 1.17亿                                            |
| 王一新      | 2025年5月16日  | 无期徒刑 | 黑龙江省委原常委，省政府原党组副书记、副省长                                     | 省部级副职 | 1.29亿                                            |
| 张祖林      | 2025年6月26日  | 无期徒刑 | 云南省政府原副省长                                                               | 省部级副职 | 1.22亿                                            |
| 李钺锋      | 2025年7月3日   | 无期徒刑 | 第十四届全国人大常委会原委员、监察和司法委员会原副主任委员，台盟中央原常务副主席 | 省部級正職 | 9342万                                            |
| 白廷辉      | 2025年8月5日   | 无期徒刑 | 上海市国资委原主任                                                               | 厅局级正职 | 8891万                                            |

## 腐败数额排名
以下是中国近年来贪腐金额超过人民币1亿元的案件，按金额多少排名。
| 姓名               | 職位                                                                                   | 贪污、受賄或挪用公款总额                                     | 類別、判決 |
| ------------------ | -------------------------------------------------------------------------------------- | ------------------------------------------------------------ | --- |
| 武长顺             | 原天津市政法委副书记、公安局局长                                                       | 74亿元人民币                                                 | 贪污4亿多元，卖官收入8400万元，行贿1000多万元，挪用公款1亿多元，收受礼金33万元，违反财经纪律涉及金额15亿元，违反公务员纪律纵容、协助其家人经商获利50多亿元。后被判处死刑，缓期两年执行，减刑后改为无期徒刑、终身监禁，不得减刑、假释 |
| 黄山鹰             | 原厦门同益码头有限公司（国企）集装箱部经理                                             | 57.8亿元人民币                                               | 走私香烟，判处死刑，剥夺政治权利终身 |
| 石雪               | 原海南华银国际信托投资公司董事长                                                       | 41.8亿元人民币                                               | 贪污公款2.6亿元，挪用公款1.2亿元，集资诈骗24亿元，诈骗央行14亿元未遂，判处死刑，缓期执行 |
| 余振东             | 原中国银行广东开平支行行长                                                             | 40亿元人民币 由當時4.82亿元美元折合                          | 贪污银行资金，按美方要求判处有期徒刑12年 |
| 李建平             | 原呼和浩特经济技术开发区党工委书记                                                     | 30.69亿元人民币                                              | 贪污，判处死刑 |
| 賴小民             | 原中國華融黨委書记兼董事長                                                             | 17.88亿元人民币                                              | 受贿，判处死刑 |
| 黄清洲             | 原广东省国际投资公司香港分公司副总经理                                                 | 14亿元人民币                                                 | 贪污、挪用公款 |
| 张中生             | 原山西省吕梁市副市长                                                                   | 11.7亿元人民币                                               | 受贿，判处死刑，缓期两年执行，减刑后改为无期徒刑、终身监禁，不得减刑、假释 |
| 高 山              | 原中国银行哈尔滨河松街支行主任                                                         | 10亿元人民币                                                 | 贪污银行资金，判处有期徒刑15年 |
| 欧文龙             | 原澳門特別行政區運輸工務司司长 參見歐文龍貪污案                                        | 8亿元人民币 由當時8.04亿元澳门元折合                         | 贪污公款，被判入狱29年 |
| 孙力军             | 原公安部副部长                                                                         | 7亿9100万元人民币                                            | 受贿6.46亿元、操纵证券市场1.45亿元、非法持有枪支，判处死刑，缓期二年执行，减刑后改为无期徒刑、终身监禁，不得减刑、假释 |
| 赵正永             | 第十二届全国人大内务司法委员会原副主任委员、中共陕西省委原书记                         | 7.17亿余元人民币，其中2.91亿余元尚未实际取得，属于犯罪未遂。 | 受贿，判处死刑，缓期两年执行 |
| 董跃进             | 原中国通信建设总公司总经理                                                             | 5亿8000万元人民币                                            | 挪用公款，判处无期徒刑 |
| 王立科             | 原江苏省委常委、政法委书记                                                             | 5亿3731万元人民币                                            | 受贿4.4亿元、行贿9731万元、行贿、包庇、纵容黑社会性质组织、伪造身份证件，判处死刑，缓期二年执行，减刑后改为无期徒刑、终身监禁，不得减刑、假释                                                                                        |
| 陈燕新             | 原福建省石油总公司总经理                                                               | 5亿2900万元人民币                                            | 走私成品油，判处死刑，缓期执行 |
| 钟武剑             | 原海南省橡胶中心批发市场总裁                                                           | 5亿元人民币                                                  | |
| 云公民             | 原中国华电集团公司党组副书记、总经理                                                   | 4亿6800万元人民币                                            | 受贿，判处死刑，缓期两年执行，减刑后改为无期徒刑、终身监禁，不得减刑、假释 |
| 董宏               | 原中央巡视组副组长                                                                     | 4亿6300万元人民币                                            | 受贿4.63亿元，判处死刑，缓期两年执行 |
| 王富玉             | 原贵州省政协主席                                                                       | 4亿5135万元人民币                                            | 受贿4.34亿元、利用影响力受贿1735万元，判处死刑，缓期两年执行 |
| 邢云               | 原内蒙古自治区人大常委会副主任                                                         | 4亿4900万元人民币                                            | 受贿，死刑缓期二年执行 |
| 陈满雄             | 原广东省中山市实业发展总公司总经理                                                     | 4亿2000万元人民币                                            | 挪用公款，判处无期徒刑 |
| 刘林祥             | 原中华全国供销合作总社预算处处长                                                       | 3亿9600万元人民币                                            | 挪用公款，判处有期徒刑10年 |
| 张新华             | 原广州市白云农工商公司总经理                                                           | 3亿8400万元人民币                                            | 贪污、受贿，判处死刑，剥夺政治权利终身 |
| 楊思濤             | 原中共海南省農墾投資控股集團有限公司前黨委書記、董事長，海南省農墾總局前局長（正廳級） | 3.38亿元人民币                                               | 受賄罪、濫用職權罪 |
| 王成明             | 原上海电气（集团）总公司董事长                                                         | 3亿元人民币                                                  | 贪污，判处死刑，缓期执行 |
| 曹鉴燎             | 原广州市副市长                                                                         | 近3亿元人民币                                                | 至少受贿7000多万元，另有2亿多元检察机关正在进一步调查取证。一审被判处无期徒刑。 |
| 童道驰             | 原海南省委常委、三亚市委书记                                                           | 2亿7738万元人民币                                            | 受贿2.74亿元，内幕交易338万元，判处死刑，缓期两年执行 |
| 陈树隆             | 原安徽省副省长                                                                         | 2亿7580万元人民币                                            | 受贿，滥用职权，判处无期徒刑，剥夺政治权利终身 |
| 许迈永             | 原杭州市副市长                                                                         | 2亿7000万元人民币                                            | 受贿、贪污国有公司利润、违规返还土地出让金，判处死刑，剥夺政治权利终身 |
| 杨秀珠             | 原浙江省建设厅副厅长                                                                   | 2亿5320万元人民币                                            | 受贿，判处有期徒刑8年 |
| 蒋尊玉             | 原深圳市政法委书记                                                                     | 2亿5000万元人民币                                            | 受贿，判处无期徒刑，剥夺政治权利终身 |
| 彭旭峰             | 原長沙市住房與建設委員會副主任、長沙市軌道交通集團有限公司黨委書記、董事長             | 2亿3900万元人民币                                            | 受賄、洗錢，與其妻雙雙逃匿境外，至今未到案。 |
| 刘彦平             | 原国家安全部党委委员、中央纪委国家监委驻国家安全部纪检监察组组长                       | 2亿3400万元人民币                                            | 受贿，判处死刑，缓期二年执行，减刑后改为无期徒刑、终身监禁，不得减刑、假释 |
| 彭曙、胡浩龙等四人 | 湖南省高速公路广告投资有限公司高管                                                     | 2亿3000万元人民币                                            | 受贿，两人被判处死刑，两人被判处十年以上有期徒刑 |
| 李丙春             | 原北京市顺义区李桥镇镇长                                                               | 2亿1623万元人民币                                            | 挪用公款1.78亿元，贪污3800万元，受贿23万元，判处死刑，缓期执行 |
| 魏鹏远             | 原国家发改委煤炭司副司长                                                               | 2亿元人民币                                                  | 受贿，巨额财产来源不明，判处死刑，缓期两年执行，减为无期徒刑后终身监禁，不得减刑、假释 |
| 黄柏青             | 原广东省水利厅厅长                                                                     | 近2亿元人民币                                                | |
| 罗亚平             | 原辽宁省抚顺市国土资源局顺城分局局长                                                   | 2亿元人民币                                                  | 贪污3359万元，2800万元个人财产来源不明，私设单位小金库1.45亿元，判处死刑，剥夺政治权利终身 |
| 陈同海             | 原中国石油化工集团公司总经理                                                           | 1亿9573万元人民币                                            | 创中华人民共和国单笔受贿金额之最（一次受贿1.6亿元），判处死刑，缓期执行 |
| 史文清             | 原江西省人大常委会副主任                                                               | 1亿9500万元人民币                                            | 受贿、非法持有枪支，判处死刑，缓期二年执行 |
| 金鉴培             | 原湖北省政府驻香港办事处主任                                                           | 1亿8800万元人民币                                            | 侵吞公款1854万港元，挪用公款16682万港元，判处死刑，剥夺政治权利终身 |
| 张志南             | 原福建省副省长                                                                         | 1亿8232万元人民币                                            | 受贿3432万元，滥用职权1.48亿元，判处有期徒刑14年 |
| 厉建中             | 原中国运载火箭技术研究院院长                                                           | 1亿6350万元人民币                                            | 贪污350万元，挪用公款1.6亿元，判处无期徒刑 |
| 王守业             | 前中国人民解放军海军副司令员                                                           | 1亿6000万元人民币                                            | 受贿，判处死刑，缓期执行 |
| 何丽琼             | 原广东省佛山市邮政局大客户经理                                                         | 1亿5900万元人民币                                            | 非法吸收公众存款13.25亿元，贪污1.59亿元，判处死刑，剥夺政治权利终身 |
| 马明               | 原内蒙古自治区政协副主席                                                               | 1亿5785万元人民币                                            | 受贿，判处无期徒刑 |
| 朱明国             | 原广东省政协主席、委常委、省纪委书记                                                   | 1.41亿元人民币                                               | 被判处死刑，缓期两年执行，剥夺政治权利终身。 |
| 曾志权             | 原中共广东省委常委、统战部部长                                                         | 1亿4081元人民币                                              | 受贿，判处无期徒刑 |
| 顾国明             | 中国工商银行上海市分行党委书记、行长                                                   | 1.36亿元人民币                                               | 受贿，上海市第一中级人民法院审理中 |
| 白向群             | 原内蒙古自治区政府副主席                                                               | 1.32亿元人民币                                               | 受贿、贪污、内幕交易、泄露内幕信息罪，被判处有期徒刑16年 |
| 周永康             | 原中共中央政治局常委、中央政法委书记                                                   | 1.3亿元人民币                                                | 受贿，滥用职权，判处无期徒刑 |
| 崔振吉             | 原吉林市政協前黨組書記、主席                                                           | 1.3亿元人民币                                                | 貪污、受賄、濫用職權、虛假破產，判囚20年 |
| 魏传忠             | 原国家质量监督检验检疫总局党组成员、副局长                                             | 1亿2323万元人民币                                            | 受贿 |
| 李树彪             | 原湖南省郴州市住房公积金管理中心主任                                                   | 1亿1893万元人民币                                            | 挪用公款5854．7287万元，贪污公款6038．3774万元，判处死刑，剥夺政治权利终身 |
| 傅政华             | 原全国政协社会和法制委员会副主任                                                       | 1亿1700万元人民币                                            | 受贿、徇私枉法，判处死刑，缓期二年执行，减刑后改为无期徒刑、终身监禁，不得减刑、假释 |
| 胡志强             | 原榆林市委书记、市人大常委会主任                                                       | 超1亿元人民币                                                | 任期内买官卖官、贪污受贿，对其治下的区县书记、县长明码标价。 |

## 研究与報告
- 仅仅是1984年上半年，全国各级检察机关共立案查处贪污受贿案16000多件，比去年同期增加60%，其中大案要案3300多件，涉及县处级干部120多人，司局级干部11人，其中最大金额者180多万元。[16]
- 2004年5月28日，公安部发布消息称中国外逃经济嫌犯共有500多人，涉案金额700多亿人民币。[137]

- 2005年9月28日，「經濟合作與發展組織（OECD）」在北京舉行的「亞太反貪腐倡議」（Anti-corruption Initiative for Asia-Pacific）研討會上發表報告指出，隨經濟改革，中國的貪污問題日益猖獗。2004年中國涉及貪污的金額高達4090億元人民幣至6830億元人民幣。

- 自中共十六大以来，中国政府查处了省部级官员十六人，平均一年三人，这些贪官大多数包养情妇，如薄熙来、王立军等。[138]

- 中国人民银行2011年6月15日刊发《我国腐败分子向境外转移资产的途径及监测方法研究》报告，2008年6月之前外逃干部16000至18000人，携带款项达8000亿元人民币，[139][140]中国13亿人口人均被外逃贪官掠走610元人民币。[141]最高法院前院长肖扬在其出版的《反贪报告》中引用有关部门统计1988年-2002年的15年间，外逃资金共1913.57亿美元（1.5万亿元人民币）。[142]

2012年10月，深圳大学当代中国政治研究所硕士研究生涂谦（24岁）从公开资料中搜集到中共十六大以来（2003年至2011年6月）落马的72名省部级腐败官员作研究样本发布了中国省部级腐败案件报告，报告于2011年年底完成，发表在《当代中国政治研究报告》上。报告显示，在55个有明确的腐败时间跨度的样本中，省部级贪官在第一次做出贪污或受贿等腐败行为后，平均要8.5年才会东窗事发。其中，跨度最长者达18年，为原中央政治局委员、原上海市委书记陈良宇；从官员在腐败时期内担任的职务来看，有近80%的腐败官员职务得到了晋升；高发年龄段为56岁至62岁，“钱、权、色”是腐败的高发领域；72名省部级腐败官员有52人来自地方，20人来自中央；在72个腐败样本中有53人已被法院判决，其中被判处死缓的人最多。
美国加州克莱蒙特·麦肯纳学院（Claremont McKenna College）政府学教授裴敏欣，在2016年出版的新书《中国权贵资本主义—政权衰败的动态》（China’s Crony Capitalism—the Dynamics of Regime Decay）中，剖析了中国全国性腐败的重要起源：1990年代开始的不完全的产权改革——即下放财产控制权，但是却不明确财产所有权的做法；而土地是官商勾结最重要的资产。